# Коњарска река
Коњарска река извире на планини Ниџе испод врха Кајмакчалан на висини 2260 м. Улива се у Црну реку код рида Врх, на надморској висини 550, поред излетног места Коњарка.